# لى يانغ
لى يانغ (بالصينية: 李洋) (مواليد 19 فبراير 1982) هو ملاكم صيني، مثّل بلاده في الألعاب الأولمبية الصيفية 2008.

## روابط خارجية
لى يانغ على موقع أوليمبيديا (الإنجليزية)
- لى يانغ على موقع اللجنة الأولمبية الصينية (الإنجليزية)